# Betini (Makwanpur)
Betini (nepalski: बेतिनी) – gaun wikas samiti w środkowej części Nepalu w strefie Narajani w dystrykcie Makwanpur. Według nepalskiego spisu powszechnego z 2001 roku liczył on 539 gospodarstw domowych i 3216 mieszkańców (1555 kobiet i 1661 mężczyzn).